# Calacanthus grandiflorus
Calacanthus grandiflorus là một loài thực vật có hoa trong họ Ô rô. Loài này được (Dalzell) Radlk. mô tả khoa học đầu tiên năm 1884 publ. 1883.